# Liste der Baudenkmäler in Leichlingen (Rheinland)
Die Liste der Baudenkmäler in Leichlingen (Rheinland) enthält die denkmalgeschützten Bauwerke auf dem Gebiet der Stadt Leichlingen (Rheinland) im Rheinisch-Bergischer Kreis in Nordrhein-Westfalen (Stand: April 2021). Diese Baudenkmäler sind in der Denkmalliste der Stadt Leichlingen (Rheinland) eingetragen; Grundlage für die Aufnahme ist das Denkmalschutzgesetz Nordrhein-Westfalen (DSchG NRW).

Baudenkmäler sind „Denkmäler, die aus baulichen Anlagen oder Teilen baulicher Anlagen bestehen“. Die Denkmalliste der Stadt Leichlingen (Rheinland) umfasst 107 Baudenkmäler, darunter 72 Wohnhäuser, Villen beziehungsweise Wohn- und Geschäftshäuser, 61 davon Fachwerkhäuser, 15 Hofanlagen, sechs Adelssitze, je vier Kleindenkmäler, öffentliche Gebäude und Sakralbauten sowie zwei Mühlen. Von den insgesamt 107 Baudenkmälern befinden sich 85 in Leichlingen und 22 in Witzhelden. Außerdem sind vier Baudenkmäler in Leichlingen wieder aus der Denkmalliste gestrichen worden.
Weiterhin sind sechs Objekte als Bodendenkmäler in Teil B der Denkmalliste der Stadt Leichlingen (Rheinland) eingetragen. Neben den unten aufgeführten einzelnen Baudenkmalen sind die Denkmalbereiche Dorf und Witzhelden in Teil D der Denkmalliste eingetragen.

## Baudenkmäler
Die Liste umfasst falls vorhanden eine Fotografie des Baudenkmals, als Bezeichnung falls vorhanden den Namen, sonst kursiv den Gebäudetyp, die Ortschaft in der das Baudenkmal liegt und die Adresse, eine kurze Beschreibung des Baudenkmals, dessen Bauzeit sowie die Eintragungsnummer der unteren Denkmalbehörde der Stadt Leichlingen (Rheinland). Abkürzungen wurden zum besseren Verständnis aufgelöst, die Typografie an die in der Wikipedia übliche angepasst und Tippfehler korrigiert.
| Bild                             | Bezeichnung                                                | Lage                                                                     | Beschreibung | Bauzeit | Eingetragen seit | Denkmal- nummer |
| -------------------------------- | ---------------------------------------------------------- | ------------------------------------------------------------------------ | --- | --- | ---------------- | --------------- |
| weitere Bilder                   | Fachwerkhaus                                               | Leichlingen Bremersheide 43 Karte                                        | zweigeschossiges Fachwerkhaus | erste Hälfte des 19. Jahrhunderts |                  | 1               |
| weitere Bilder                   | Villa                                                      | Leichlingen Bahnhofstraße 21 Karte                                       | zweigeschossige Backsteinvilla | 1898 |                  | 2               |
| weitere Bilder                   | Fachwerkhaus                                               | Leichlingen Bremersheide 38 Karte                                        | zweigeschossiges Fachwerkhaus | 1823 |                  | 3               |
| Fachwerkhaus                     | Fachwerkhaus                                               | Leichlingen Nesselrath 5/6 Karte                                         | zweigeschossiger Fachwerkbau eingeschossiger Fachwerkschuppen | 17. Jahrhundert 19. Jahrhundert (Schuppen) |                  | 4               |
| weitere Bilder                   | Fachwerkhaus                                               | Leichlingen Oberschmitte 42 Karte                                        | zweigeschossiger Fachwerkbau Geburtshaus von Julius Pohlig | erste Hälfte des 19. Jahrhunderts | 29.07.1983       | 8               |
| weitere Bilder                   | Oskar-Erbslöh-Denkmal                                      | Leichlingen gegenüber Oskar-Erbslöh-Straße 34 Karte                      | Inschrifttafel auf Granit-Sockel, Adler-Skulptur | 1914 |                  | 9               |
| weitere Bilder                   | ehemaliger Rittersitz/Fachwerkhofanlage                    | Leichlingen Haswinkel 2/3 Karte                                          | zweigeschossiges Wohnhaus Fachwerkschuppen Bruchsteinscheune | Anfang des 19. Jahrhunderts |                  | 11              |
| weitere Bilder                   | Bruchsteinhaus                                             | Leichlingen Alte Holzerstraße 18 Karte                                   | 3:2-achsiger Bruchsteinbau unter Mansardwalmdach mit Krüppelwalm | Ende des 18. Jahrhunderts |                  | 12              |
| weitere Bilder                   | evangelische Kirche Witzhelden                             | Witzhelden Am Markt Karte                                                | Bruchstein-Saalbau und Turm mit Pyramiddach | 1768/1769 12. Jahrhundert |                  | 13              |
| weitere Bilder                   | Alte Post                                                  | Witzhelden Am Markt 13/14 Karte                                          | zweigeschossiger Fachwerkbau unter Krüppelwalmdach | zweite Hälfte des 19. Jahrhunderts |                  | 14              |
| Fachwerkhaus                     | Fachwerkhaus                                               | Leichlingen Bremersheide 36 Karte                                        | zweigeschossiges Fachwerkgebäude | erste Hälfte des 19. Jahrhunderts |                  | 15              |
| Fachwerkhaus                     | Fachwerkhaus                                               | Leichlingen In der Meffert 21 Karte                                      | zweigeschossiges Fachwerkhaus | vor 1830 |                  | 16              |
| weitere Bilder                   | ehemaliges Rathaus                                         | Leichlingen Neukirchener Straße 5 Karte                                  | fünfachsiger, zweigeschossiger, neorenaissancistischer Backsteinbau unter Walmdach | 1893 |                  | 18              |
| weitere Bilder                   | Fachwerkhaus                                               | Leichlingen Unterschmitte 63/63a Karte                                   | zweigeschossiges Wohnhaus | um 1800 |                  | 19              |
| weitere Bilder                   | Fachwerkhaus                                               | Leichlingen Marktstraße 16 Karte                                         | zweigeschossiger Fachwerkbau | Anfang des 19. Jahrhunderts |                  | 20              |
| weitere Bilder                   | Bürgerhaus (ehem. Villa Weyermann / ehem. Hotel Lindenhof) | Leichlingen Am Hammer 10 Karte                                           | zweigeschossige Villa unter Mansarddach mit neorenaissancistischen Schmuckformen | etwa 1877 |                  | 21              |
| Villa Weyermann                  | Villa Weyermann                                            | Leichlingen Am Hammer 9 Karte                                            | zweigeschossige Villa im Landhausstil unter Giebeldächern | Ende des 19. Jahrhunderts |                  | 22              |
| weitere Bilder                   | Schloss Eicherhof                                          | Leichlingen Eicherhof 12–14 Karte                                        | zweigeschossiges Putzbau-Herrenhaus unter Mansarddach eingeschossige Flügelbauten Bruchsteinmauern Park | 1762/1763 |                  | 23              |
| BW                               | Stallgebäude                                               | Leichlingen Eicherhof 10/11 Karte                                        | Stallgebäude im Heimatstil Von öffentlichem Grund aus nicht sichtbar! | 1911 |                  | 23              |
| weitere Bilder                   | Haus Vorst                                                 | Leichlingen Haus Vorst 1 Karte                                           | Ringmauer mit Torwächterhaus zweigeschossiges Herrenhaus | 14./15. Jahrhundert (Höhenburg) 1832/1833 (Herrenhaus)                                                                                             |                  | 24              |
| weitere Bilder                   | Fachwerkhaus                                               | Leichlingen Mittelstraße 14 Karte                                        | zweigeschossiges Schieferhaus | erste Hälfte des 19. Jahrhunderts |                  | 25              |
| weitere Bilder                   | Evangelische Kirche Leichlingen                            | Leichlingen Marktstraße Karte                                            | einschiffige Hallenkirche mit neuromanischem Bruchsteinturm unter Helmdach | 1753/1756 |                  | 26              |
| Fachwerkhaus                     | Fachwerkhaus                                               | Leichlingen Marktstraße 20/22 Karte                                      | zweigeschossiger Fachwerkbau unter Krüppelwalmdach | Anfang des 19. Jahrhunderts |                  | 27              |
| weitere Bilder                   | Fachwerkhaus                                               | Leichlingen Marktstraße 26 Karte                                         | zweigeschossiger Fachwerkbau unter Krüppelwalmdach | um 1800 |                  | 28              |
| weitere Bilder                   | Fachwerkhaus                                               | Leichlingen Marktstraße 31/33 Karte                                      | zweigeschossiger Fachwerkbau | zweite Hälfte des 19. Jahrhunderts |                  | 29              |
| Fachwerkhaus                     | Fachwerkhaus                                               | Leichlingen Mittelstraße 2 Karte                                         | zweigeschossiger Fachwerkbau | zweite Hälfte des 19. Jahrhunderts |                  | 30              |
| weitere Bilder                   | Fachwerkhaus                                               | Leichlingen Mittelstraße 4 Karte                                         | zweigeschossiges Fachwerkhaus Backsteinanbau | Mitte des 19. Jahrhunderts |                  | 31              |
| Fachwerkhaus                     | Fachwerkhaus                                               | Leichlingen Mittelstraße 5/7 Karte                                       | zweigeschossiges Schiefer-Doppelhaus | zweite Hälfte des 19. Jahrhunderts |                  | 32              |
| weitere Bilder                   | Fachwerkkomplex                                            | Leichlingen Mittelstraße 9/11 Karte                                      | kleiner Fachwerk-Komplex | Anfang des 19. Jahrhunderts |                  | 33              |
| weitere Bilder                   | Fachwerkkomplex                                            | Leichlingen Mittelstraße 13 Karte                                        | kleiner Fachwerk-Komplex | Anfang des 19. Jahrhunderts |                  | 34              |
| weitere Bilder                   | ehemaliges Pfarrhaus Witzhelden                            | Witzhelden Hauptstraße 2 Karte                                           | zweigeschossiger Fachwerkbau unter Krüppelwalmdach | um 1800 |                  | 35              |
| Fachwerkhaus                     | Fachwerkhaus                                               | Leichlingen Bergerhof 69 Karte                                           | zweigeschossiges Fachwerkhaus | Mitte des 19. Jahrhunderts |                  | 36              |
| Fachwerkhaus                     | Fachwerkhaus                                               | Witzhelden Kuhlenweg 29b (ehem. Bockstiege 11/14) Karte                  | zweigeschossiges Fachwerkhaus | 17. Jahrhundert / 19. Jahrhundert |                  | 37              |
| weitere Bilder                   | Fachwerkhaus                                               | Leichlingen Brunnenstraße 3 Karte                                        | zweigeschossiges Fachwerkhaus | erste Hälfte des 19. Jahrhunderts |                  | 38              |
| weitere Bilder                   | Gaststätte Bergischer Hof / Wohnhaus                       | Leichlingen Brückenstraße 2 Karte                                        | zweigeschossiger Putzbau | Ende des 18. Jahrhunderts0 zweite Hälfte des 19. Jahrhunderts                                                                                      |                  | 39              |
| weitere Bilder                   | Fachwerkhaus                                               | Leichlingen Brunnenstraße 5 Karte                                        | zweigeschossiges Fachwerkhaus | erste Hälfte des 19. Jahrhunderts |                  | 40              |
| Fachwerkhaus                     | Fachwerkhaus                                               | Leichlingen Büscherhöfen 31 Karte                                        | Doppelhaus 31/33, Nr. 31 im Bild links, zweigeschossiger Fachwerkstockwerkbau | 18. Jahrhundert |                  | 41              |
| Fachwerkhaus                     | Fachwerkhaus                                               | Leichlingen Büscherhöfen 33 Karte                                        | Doppelhaus 31/33, Nr. 33 im Bild rechts, zweigeschossiger Fachwerkstockwerkbau | 18. Jahrhundert |                  | 42              |
| ehemalige Mühle                  | ehemalige Mühle                                            | Leichlingen Schmerbach 4 Karte                                           | Komplex aus Bruchstein- und Fachwerkgebäuden mit zweigeschossigem Bruchsteinwohnhaus unter Krüppelwalmdach, Backhaus und Nebengebäuden                                                                                    | 18. Jahrhundert / 19. Jahrhundert |                  | 43              |
| weitere Bilder                   | ehemalige Fabrikantenvilla                                 | Leichlingen Hochstraße 2c Karte                                          | zweigeschossige Backsteinvilla unter Walmdach mit Renaissance-Schmuckformen | um 1895 |                  | 44              |
| BW                               | Fachwerkhofanlage                                          | Leichlingen Hülstrung 47 Karte                                           | zweigeschossiges Fachwerkwohnhaus Backsteinanbau Scheunentrakt aus Fachwerk und Backstein Anlage nur teileinsehbar; das Dach des Wohnhauses wird gerade renoviert (Okt. 2023)                                             | 1764 / spätes 19. Jh. / 1767 |                  | 45              |
| weitere Bilder                   | Fachwerkhaus                                               | Leichlingen In der Meffert 23 Karte                                      | zweigeschossiges Fachwerkhaus | Mitte des 19. Jahrhunderts |                  | 46              |
| weitere Bilder                   | Alte Kirche am Johannisberg (Leichlingen)                  | Leichlingen Johannisberg Karte                                           | einschiffige Bruchsteinkapelle | 1807–1811 |                  | 47              |
| weitere Bilder                   | Fachwerkhaus                                               | Leichlingen Junkersholz 48/50 Karte                                      | zweigeschossiges Fachwerkhaus Fachwerkschuppen zweigeschossiger Backsteinanbau | 1770 |                  | 48              |
| weitere Bilder                   | katholische Pfarrkirche St. Johannes Baptist               | Leichlingen Kirchstraße Karte                                            | dreischiffige neugotische Hallenkirche mit halbrundem Chorabschluss, Querschiff und Westturm | 1904 |                  | 49              |
| Fachwerkhaus                     | Fachwerkhaus                                               | Leichlingen Koltershäuschen 7 Karte                                      | zweigeschossiges Fachwerkhaus | Mitte des 19. Jahrhunderts |                  | 50              |
| Fachwerkhaus                     | Fachwerkhaus                                               | Leichlingen Koltershäuschen 5 Karte                                      | zweigeschossiges Fachwerkhaus | Mitte des 19. Jahrhunderts |                  | 51              |
| Fachwerkhaus                     | Fachwerkhaus                                               | Leichlingen Mittelstraße 41 Karte                                        | zweigeschossiges Schieferhaus | erste Hälfte des 19. Jahrhunderts |                  | 52              |
| Fachwerkhaus                     | Fachwerkhaus                                               | Leichlingen Mittelstraße 43 Karte                                        | zweigeschossiges Schieferhaus | erste Hälfte des 19. Jahrhunderts |                  | 53              |
| weitere Bilder                   | Fachwerkhaus                                               | Leichlingen Nesselrath 8, 9, 11 Karte                                    | zweigeschossiger Fachwerkbau unter Krüppelwalmdach | Anfang des 19. Jahrhunderts |                  | 54              |
| Fachwerkhaus                     | Fachwerkhaus                                               | Leichlingen Büscherhöfen 2 b Karte                                       | zweigeschossiger Fachwerkbau | 17. Jahrhundert |                  | 55              |
| weitere Bilder                   | Wegekreuz                                                  | Leichlingen Neuland/Landrat-Trimborn-Straße                              | neugotisches Sandsteinkreuz auf Sockel | um 1900 |                  | 56              |
| weitere Bilder                   | ehemalige Mühle                                            | Leichlingen Schüddig 1, 2 Karte                                          | Fachwerkkomplex mit zweigeschossigem Haupthaus unter Krüppelwalmdach | Anfang des 19. Jahrhunderts |                  | 57              |
| ehemaliges Rittergut             | ehemaliges Rittergut                                       | Leichlingen Staderhof Karte                                              | Hofanlage mit zweigeschossigem, spätklassizistischem Wohnhaus unter Krüppelwalmdach und Stallgebäude | 1912 1792 (Rittergut) |                  | 58              |
| weitere Bilder                   | Fachwerk-Doppelhaushälfte                                  | Leichlingen Stöcken 3 Karte                                              | zweigeschossiges Fachwerkhaus | frühes 18. Jahrhundert |                  | 59              |
| weitere Bilder                   | Fachwerk-Doppelhaushälfte                                  | Leichlingen Stöcken 4 Karte                                              | zweigeschossiges Fachwerkhaus | frühes 18. Jahrhundert |                  | 60              |
| weitere Bilder                   | Fachwerkhofanlage                                          | Leichlingen Stöcken 10 Karte                                             | dreiflügelige Fachwerkhof mit zweigeschossigem Wohnhaus, Fachwerkschuppen und massiven Stallgebäuden | Ende des 18. Jahrhunderts |                  | 61              |
| weitere Bilder                   | ehemaliger Adelssitz Haus Nesselrath                       | Leichlingen Haus (Gut) Nesselrath 1 Karte                                | Backstein-Vorburg mit zweigeschossigem Torhaus Bruchstein-Ringmauer Stallgebäude zweigeschossiger Fachwerkbau unter Krüppelwalmdach                                                                                       | erste Hälfte des 16. Jahrhunderts 19. Jahrhundert (Mauerwerk, Stallgebäude) Mitte des 19. Jahrhunderts (Wohnhaus)                                  |                  | 62              |
| Fachwerkhaus                     | Fachwerkhaus                                               | Leichlingen Neukirchener Straße 37 Karte                                 | zweigeschossiger Fachwerkbau | Mitte des 19. Jahrhunderts |                  | 63              |
| weitere Bilder                   | Hofanlage                                                  | Leichlingen Holzerhof 5, 5a, 5b Karte                                    | zweigeschossiges Fachwerkhaus unter Krüppelwalmdach | Mitte des 19. Jahrhunderts |                  | 64              |
| Fachwerkhaus                     | Fachwerkhaus                                               | Leichlingen Unterbüscherhof 69/71 Karte                                  | zweigeschossiges Fachwerkhaus | 17. Jahrhundert / 18. Jahrhundert |                  | 65              |
| Fachwerkhaus                     | Fachwerkhaus                                               | Leichlingen Stöcken 8 Karte                                              | zweigeschossiges Fachwerkhaus | 18. Jahrhundert |                  | 66              |
| Fachwerkhaus                     | Fachwerkhaus                                               | Leichlingen Stöcken 7 Karte                                              | zweigeschossiges Fachwerkhaus | 18. Jahrhundert |                  | 67              |
| weitere Bilder                   | Fachwerkhaus                                               | Witzhelden Am Markt 6 Karte                                              | zweigeschossiges Fachwerkhaus | Anfang des 19. Jahrhunderts |                  | 68              |
| weitere Bilder                   | Fachwerkhaus                                               | Witzhelden Am Markt 10 Karte                                             | zweigeschossiger verschieferter Fachwerkbau neubergisches zweigeschossiges Zwerghaus | Anfang des 19. Jahrhunderts Anfang des 20. Jahrhunderts                                                                                            |                  | 69              |
| weitere Bilder                   | Fachwerkhaus                                               | Witzhelden Am Markt 11 (ehem. Burscheider Straße 2) Karte                | zweigeschossiger Fachwerktrakt | um 1800 |                  | 70              |
| weitere Bilder                   | Fachwerkhaus                                               | Witzhelden Am Markt 12 Karte                                             | zweigeschossiger Fachwerkbau unter Krüppelwalmdach | vor 1717/1718 |                  | 71              |
| weitere Bilder                   | Fachwerkhaus                                               | Leichlingen Hülstrung 49/51 Karte                                        | zweigeschossiges Fachwerkhaus | um 1800 |                  | 72              |
| weitere Bilder                   | Fachwerkhaus                                               | Witzhelden Solinger Straße 2 Karte                                       | zweigeschossiger Fachwerk-Eckbau | Anfang des 19. Jahrhunderts |                  | 73              |
| weitere Bilder                   | Bruchstein-/Fachwerkhaus                                   | Leichlingen Am Gemeindeberg 2 Karte                                      | ehemals zweigeschossiges Bruchsteinhaus mit Fachwerkanbau | 15. Jahrhundert (Bruchsteinbau) 18. Jahrhundert (Anbau)                                                                                            |                  | 74              |
| weitere Bilder                   | Fachwerkhaus                                               | Leichlingen Bungenstraße 26 Karte                                        | zweigeschossiges Fachwerkhaus | 1756 |                  | 75              |
| weitere Bilder                   | Fachwerkhofanlage                                          | Leichlingen Bungenstraße 27 Karte                                        | zweigeschossiger Fachwerkhof und Krüppelwalmdach | 1756 |                  | 75              |
| weitere Bilder                   | Villa                                                      | Leichlingen Bahnhofstraße 29 Karte                                       | zweigeschossige Villa unter Walmdach | um 1890 |                  | 76              |
| Fachwerkhaus                     | Fachwerkhaus                                               | Leichlingen Balken 6 Karte                                               | zweigeschossiger Fachwerkbau | um 1800 |                  | 77              |
| weitere Bilder                   | Fachwerkhaus                                               | Leichlingen Bechlenberg 45 Karte                                         | zweigeschossiges Fachwerkhaus | um 1700 |                  | 80              |
| weitere Bilder                   | Fachwerkhofanlage                                          | Leichlingen Neukirchener Straße 23/Alte Holzer Straße 2 Karte            | dreiflügeliger Fachwerkhof mit zweigeschossigem Wohnhaus | Mitte des 19. Jahrhunderts |                  | 81              |
| weitere Bilder                   | Fachwerkhaus                                               | Witzhelden Am Markt 8 Karte                                              | zweigeschossiger Fachwerkbau | um 1800 |                  | 82              |
| weitere Bilder                   | Fachwerkhaus                                               | Witzhelden Wupperhof 8 Karte                                             | zweigeschossiges Fachwerkgebäude | 18. Jahrhundert / 19. Jahrhundert |                  | 83              |
| weitere Bilder                   | Fachwerkhaus                                               | Witzhelden Wupperhof 10 Karte                                            | zweigeschossiges Fachwerkgebäude | 18. Jahrhundert / 19. Jahrhundert |                  | 84              |
| Fachwerkhaus                     | Fachwerkhaus                                               | Leichlingen Hülstrung 34 Karte                                           | zweigeschossiger Fachwerkbau | 18. Jahrhundert |                  | 86              |
| weitere Bilder                   | verputzter Ziegelbau                                       | Witzhelden Am Markt 16 Karte                                             | zweigeschossiger Ziegelbau unter Krüppelwalmdach | zweite Hälfte des 19. Jahrhunderts |                  | 87              |
| weitere Bilder                   | Hermann des Wirths Haus                                    | Leichlingen Mittelstraße 10/12 Karte                                     | zweigeschossiges Schieferhaus | Anfang des 19. Jahrhunderts |                  | 88              |
| weitere Bilder                   | Fachwerkhofanlage                                          | Leichlingen Mittelstraße 53 Karte                                        | zweigeschossiges Wohnhaus unter Krüppelwalmdach Fachwerkschuppen | Anfang des 19. Jahrhunderts |                  | 89              |
| Fachwerkhaus                     | Fachwerkhaus                                               | Leichlingen Balken 8 Karte                                               | zweigeschossiger Fachwerkbau | um 1800 |                  | 90              |
| weitere Bilder                   | Fachwerkhaus                                               | Witzhelden Bechhauser Weg 34 Karte                                       | zweigeschossiges Fachwerkhaus unter Krüppelwalmdach | 1742 |                  | 91              |
| weitere Bilder                   | ehemalige Dorfschule                                       | Leichlingen Johannisberg 1/3 Karte                                       | fünfachsiger, eingeschossiger Putzbau Anbau | 1834 1870 (Anbau) |                  | 92              |
| weitere Bilder                   | Fachwerkhaus                                               | Witzhelden Claasholz 7 Karte                                             | zweigeschossiges Fachwerkhaus | 18. Jahrhundert |                  | 93              |
| weitere Bilder                   | Fachwerkhaus                                               | Leichlingen Unterberg 27 (ehem. 13) Karte                                | zweigeschossiges Fachwerkhaus | 18. Jahrhundert |                  | 94              |
| weitere Bilder                   | Fachwerkhaus                                               | Leichlingen Unterberg 29 (ehem. 15) Karte                                | zweigeschossige Fachwerkhaus | 18. Jahrhundert |                  | 95              |
| weitere Bilder                   | Fachwerkhaus                                               | Leichlingen Stöcken 11 Karte                                             | zweigeschossiges Fachwerkhaus | Ende des 18. Jahrhunderts |                  | 96              |
| Fachwerkhaus, Stallgebäude       | Fachwerkhaus, Stallgebäude                                 | Witzhelden Brachhausen 5 Karte                                           | zweigeschossiges Fachwerkgebäude | 1607 |                  | 97              |
| weitere Bilder                   | Bremer Stadtmusikanten                                     | Leichlingen Uferstraße 17 / Schulstraße 1 (Grundschule Uferstraße) Karte | Plastik | 1930 |                  | 98              |
| Rüdenstein-Denkmal               | Rüdenstein-Denkmal                                         | Witzhelden gegenüber Obenrüder Kotten - linke Wupperseite Karte          | Hundestandbild auf Sockel zur Erinnerung an die der Sage nach stattgefundene Errettung des Jungherzogs Robert vom Berg im Jahre 1424, der dort einen Jagdunfall erlitt und mit Hilfe seines Rüden gerettet werden konnte. | 1927 |                  | 99              |
| weitere Bilder                   | ehemaliger Rittersitz Bechhausen                           | Witzhelden Bechhauser Weg 22, 24 Karte                                   | zweigeschossiges Fachwerkgebäude | 1720 |                  | 100             |
| ehemaliger Rittersitz Bechhausen | ehemaliger Rittersitz Bechhausen                           | Witzhelden Bechhauser Weg 20 Karte                                       | zweigeschossiges Fachwerkgebäude | 1720 |                  | 101             |
| Fachwerkhaus                     | Fachwerkhaus                                               | Witzhelden Am Markt 17, 18 Karte                                         | zweigeschossiges Fachwerkgebäude zweigeschossiges Fachwerkgebäude | 1712 etwa 1900 |                  | 102             |
| weitere Bilder                   | Fachwerkhaus, Hofanlage                                    | Leichlingen Bertenrath 5 Karte                                           | Fachwerkgebäude Nebengebäude Scheune | spätes 17. Jahrhundert (Kern des Fachwerkgebäudes) spätes 19. Jahrhundert (Fachwerkkonstruktion, Nebengebäude) Ende des 18. Jahrhunderts (Scheune) |                  | 103             |
| weitere Bilder                   | Fachwerkhaus                                               | Leichlingen Hohlenweg 2 Karte                                            | zweigeschossiges Fachwerkhaus | um 1700 |                  | 104             |
| weitere Bilder                   | ehemaliges Kameralgut                                      | Leichlingen Scheuerhof 1, 2 Karte                                        | Hofanlage mit zweigeschossigem Bruchsteinwohnhaus, Bruchstein-/Fachwerkwirtschaftstrakt und Brunnen | 18. Jahrhundert |                  | 105             |
| Fachwerkhaus, Scheune, Brunnen   | Fachwerkhaus, Scheune, Brunnen                             | Witzhelden Brachhausen 4 Karte                                           | zweigeschossiges Fachwerkhaus unter Satteldach Brunnen Scheune | Ende des 17. Jahrhunderts |                  | 106             |
| weitere Bilder                   | Fachwerkhaus                                               | Leichlingen Hülserhof 3 Karte                                            | zweigeschossiges Fachwerkwohnhaus unter Satteldach | 1798 |                  | 107             |
| weitere Bilder                   | Villa                                                      | Leichlingen Kirchstraße 53 Karte                                         | zweigeschossige Villa unter Mansarddach im Jugendstil | 1911 |                  | 108             |
| weitere Bilder                   | Fachwerkhaus                                               | Leichlingen Am Adler 2–4 Karte                                           | zweigeschossiges, verschiefertes Fachwerkhaus mit Anbau unter Krüppelwalmdach | Anfang des 19. Jahrhunderts |                  | 109             |
| Empfangsgebäude des Bahnhofes    | Empfangsgebäude des Bahnhofes                              | Leichlingen Am Bahnhof 1 Karte                                           | zweigeschossiger Backsteinbau unter Satteldächern | 1867 |                  | 111             |
| Pavillon am Busbahnhof           | Pavillon am Busbahnhof                                     | Leichlingen Am Stadtpark 12 Karte                                        | | |                  | 112             |
| weitere Bilder                   | Fachwerkhaus                                               | Witzhelden Herscheid 28 Karte                                            | | |                  | 113             |
| Fachwerkhofanlage                | Fachwerkhofanlage                                          | Witzhelden Windfoche 1 Karte                                             | | | 21.11.2019       | 114             |

### Ehemalige Baudenkmäler
| Bild           | Bezeichnung         | Lage                                         | Beschreibung                                                                                          | Bauzeit                     | Eingetragen seit | Denkmal- nummer |
| -------------- | ------------------- | -------------------------------------------- | --- | --------------------------- | ---------------- | --------------- |
| BW             | Fachwerkhaus        | Leichlingen In der Meffert 19 Karte          | zweigeschossiges Fachwerkhaus existiert nicht mehr                                                    | vor 1830                    |                  | 17              |
| BW             | Gaststätte/Wohnhaus | Leichlingen Brückenstraße 14 Karte           | zweigeschossiges Fachwerkhaus existiert nicht mehr, durch Neubau ersetzt                              | 19. Jahrhundert             |                  | 78              |
| BW             | Fachwerkhaus        | Leichlingen Bechlenberg/Kurze Straße 2 Karte | zweigeschossiger Fachwerkbau mit Backsteingefach unter Krüppelwalmdach stark verändert (modernisiert) | Mitte des 19. Jahrhunderts  |                  | 79              |
| weitere Bilder | Fachwerkhaus        | Leichlingen Wietsche 7 Karte                 | zweigeschossiges Fachwerkhaus                                                                         | Anfang des 19. Jahrhunderts |                  | 85              |
|                | Wohnhaus            | Leichlingen Kirchstraße 60                   | anderthalbgeschossiges, historistisches Wohnhaus unter Krüppelwalmdach existiert nicht mehr           | 1908/1909                   |                  | 110             |